# جايسون ألفاريز
جايسون ألفاريز (بالإنجليزية: Jason Alvarez)‏ هو كاتب أغاني أمريكي، ولد في 28 ديسمبر 1951 في هافانا في كوبا.